# Кашине Цани (Новара)
Кашине Цани је насеље у Италији у округу Новара, региону Пијемонт.
Према процени из 2011. у насељу је живело 53 становника. Насеље се налази на надморској висини од 235 м.